# All the Greatest Hits
All the Greatest Hits é uma coletânea da banda britânica McFly com todos os seus singles do Reino Unido. Também contém três músicas novas: "The Heart Never Lies", "The Way You Make Me Feel" e "Don't Wake Me Up".
| Críticas profissionais                                                      | Críticas profissionais |
| Avaliações da crítica                                                       | Avaliações da crítica  |
| Fonte                                                                       | Avaliação              |
| --------------------------------------------------------------------------- | ---------------------- |
| allmusic                                                                    | [ 1 ]                  |
| Digital Spy                                                                 | [ 2 ]                  |
| stv.tv                                                                      | [ 3 ]                  |
| Esta tabela precisa de ser acompanhada por texto em prosa. Consulte o guia. |                        |

## Faixas

### Greatest Hits
1. "Five Colours In Her Hair"
2. "All About You"
3. "Star Girl"
4. "Obviously"
5. "The Heart Never Lies" (edição para rádio)
6. "Please, Please"
7. "Room On The 3rd Floor"
8. "Don't Stop Me Now"
9. "I'll Be OK"
10. "That Girl"
11. "Baby's Coming Back"
12. "Transylvania"
13. "The Way You Make Me Feel"
14. "Don't Wake Me Up"

### All the Greatest Hits - Deluxe Fan Edition
1. "Five Colours In Her Hair"
2. "Obviously"
3. "That Girl"
4. "Room On The 3rd Floor"
5. "All About You"
6. "I'll Be OK"
7. "I Wanna Hold You"
8. "The Ballad Of Paul K"
9. "Ultraviolet"
10. "Please, Please"
11. "Don't Stop Me Now"
12. "Star Girl"
13. "Friday Night"
14. "Sorry's Not Good Enough"
15. "Transylvania"
16. "Baby's Coming Back"
17. "The Heart Never Lies"
18. "The Way You Make Me Feel"
19. "Don't Wake Me Up"
20. "Five Colours In Her Hair"
21. "You've Got a Friend"
22. "Memory Lane" (ao vivo)

## Performance
| Chart (2007)                | Melhor posição | Certificação |
| --------------------------- | -------------- | ------------ |
| UK Albums Chart             | 4              | Ouro         |
| Irish Albums Chart          | 20             | -            |
| EUA European Top 100 Albums | 18             | -            |